# Konrad Trieber
Konrad (Conrad) Trieber (* 7. Januar 1842 in Raschkow (Kreis Adelnau, Provinz Posen); † 1913) war ein deutscher Altphilologe.

## Leben und Werk
Trieber besuchte Gymnasien in Guben und Frankfurt a. d. Oder. Er studierte ab Ostern 1863 an der Universität Halle und von 1864 bis 1868 bei Ernst Curtius und Hermann Sauppe an der Universität Göttingen. 1866 wurde er mit der Dissertation Quaestiones Laconicae. Pars I promoviert, im Sommer 1867 machte er das Staatsexamen.
Er war von 1868 bis 1877 Gymnasiallehrer in Frankfurt am Main an der Realschule Philanthropin der Jüdischen Gemeinde Frankfurt am Main und wechselte dann als Oberlehrer an das Städtische Gymnasium (heute Lessing-Gymnasium) in Frankfurt am Main. Er unterrichtete vornehmlich Latein, Altgriechisch und Geschichte.
Trieber forschte zur Römischen Geschichte und Lateinischen Sprache. Er verfasste zahlreiche Artikel für die Zeitschrift Hermes, sowie für die Monatsschrift für Geschichte und Wissenschaft des Judentums, die Nachrichten von der Königlichen Gesellschaft der Wissenschaften zu Göttingen und für die Berichte des Freien Deutschen Hochstifts.

## Schriften
- Quaestiones Laconicae. Pars I: De Nicolai Damasceni Laconicis. Weidmannsche Buchhandlung, Berlin 1867.[3]
- Forschungen zur spartanischen Verfassungsgeschichte. Weidmannsche Buchhandlung, Berlin 1871, (Digitalisat).
- Kritische Beiträge zu Africanus. In: Historische und Philologische Aufsätze. Ernst Curtius zu seinem siebenzigsten Geburtstage am zweiten September 1884 gewidmet. Asher, Berlin 1884, S. 67–78.
- Pheidon von Argos. In: Historische Aufsätze dem Andenken an Georg Waitz gewidmet. Hahn, Hannover 1886, S. 1–16.
- als Herausgeber: Hermann Sauppe: Ausgewählte Schriften. Weidmannsche Buchhandlung, Berlin 1896.